# 泛美之旅
《泛美之旅》（又译：泛美航空、摩登空姐）是一部由Jack Orman创造的美国电视剧，于2011年9月25日至2012年2月19日在美国广播公司播出。